# Haileyville
Haileyville – miejscowość w Stanach Zjednoczonych, w stanie Oklahoma, w hrabstwie Pittsburg.